# ریدلینگتون
ریدلینگتون (به انگلیسی: Ridlington) یک روستا و محله مدنی در بریتانیا است که در راتلند واقع شده‌است. ریدلینگتون ۲۰۲٫ نفر جمعیت دارد.